# Mimoun Oulad Radi
 (août 2016).
Si vous disposez d'ouvrages ou d'articles de référence ou si vous connaissez des sites web de qualité traitant du thème abordé ici, merci de compléter l'article en donnant les références utiles à sa vérifiabilité et en les liant à la section « Notes et références ».
Mimoun Ouled Radi, né le  5 juin 1977 à Amsterdam (Pays-Bas), est un acteur néerlandais d'origine marocaine.

## Biographie
Mimoun grandit dans la ville d'Amsterdam aux Pays-Bas. Son premier film Shouf Shouf Habibi fut un succès dans sa carrière d'acteur. Il a notamment était acteur dans plusieurs films néerlandais dont Kicks, K3 en het IJsprinsesje, Gangsterboys, Briefgeheimen, Stiletto's, Amsterdam Heavy, Snackbar ainsi que Zombibi. Mis à part le rôle d'acteur, Mimoun a également joué le rôle de présenteur. En 2013, le néerlandais a été élu du Realityshow Atlas de AVRO. 12 autres présentateurs néerlandais avaient également participé.

## Filmographie

### Cinéma
- 2004 : Shouf Shouf Habibi! : Rachid Boussaboun
- 2006 : K3 en het IJsprinsesje : Alladin
- 2007 : Kicks : Nordin
- 2010 : Gangsterboys : Achmed
- 2010 : Briefgeheim : Meester
- 2012 : Als je verliefd wordt : figurant
- 2012 : Zombibi : Mo

### Séries télévisées
- 2000 : Blauw blauw : le garçon
- 2006 : Koppensnellers : Marokkaan Mo
- 2006 : Shouf Shouf : Rachid Boussaboun
- 2012 : De meisjes van Thijs : le frère
- 2013 : Zo gezegd zo gedaan : figurant
- 2013 : Atlas : le candidat
- 2014 : Stella en de tocht naar huis : Lopti
- 2014 : Desert Crossings : Alim
- 2014 : Flikken Maastricht : Koen